# بانک اچ‌اس‌بی‌سی ترکیه
بانک اچ‌اس‌بی‌سی ترکیه (انگلیسی: HSBC Bank) شرکت خدمات مالی و بانکداری ترک است، که در سال ۱۹۹۰ توسط بانک اچ‌اس‌بی‌سی تأسیس شد.